# Víctor Rodríguez (Fußballspieler, 1987)
Víctor Rodríguez Soria (* 7. September 1987 in Santa Coloma) ist ein andorranischer Fußballspieler, der seit 2015 im Dienste des FC Santa Coloma steht. Zu seinem ersten Einsatz in der Nationalmannschaft Andorra kam er 2008 und bestritt seitdem 21 Länderspiele.